# Diócesis de Ngaoundéré
La diócesis de Ngaoundéré (en latín: Dioecesis Ngaunderensis y en francés: Diocèse de Ngaoundéré) es una circunscripción eclesiástica de la Iglesia católica en Camerún. Se trata de una diócesis latina, sufragánea de la arquidiócesis de Garua. Desde el 15 de marzo de 2016 su obispo es Emmanuel Abbo.

## Territorio y organización
La diócesis tiene 63 701 km² y extiende su jurisdicción sobre los fieles católicos de rito latino residentes en la región Adamawa.
La sede de la diócesis se encuentra en la ciudad de Ngaoundéré, en donde se halla la Catedral de Nuestra Señora de los Apóstoles.
En 2021 en la diócesis existían 26 parroquias.

## Historia
La diócesis fue erigida el 19 de noviembre de 1982 con la bula Qui in beatissimi del papa Juan Pablo II, obteniendo el territorio de la arquidiócesis de Garua.

## Estadísticas
Según el Anuario Pontificio 2022 la diócesis tenía a fines de 2021 un total de 56 482 fieles bautizados.
| Año                                                                             | Población            | Población | Población      | Sacerdotes | Sacerdotes    | Sacerdotes    | Bautizados por sacerdote | Diáconos permanentes | Religiosos | Religiosos | Parroquias |
| Año                                                                             | Bautizados católicos | Total     | % de católicos | Total      | Clero secular | Clero regular | Bautizados por sacerdote | Diáconos permanentes | Varones    | Mujeres    | Parroquias |
| ------------------------------------------------------------------------------- | -------------------- | --------- | -------------- | ---------- | ------------- | ------------- | ------------------------ | -------------------- | ---------- | ---------- | ---------- |
| 1990                                                                            | 24 019               | 422 000   | 5.7            | 34         | 5             | 29            | 706                      | 1                    | 36         | 40         | 18         |
| 1999                                                                            | 33 591               | 655 706   | 5.1            | 33         | 6             | 27            | 1017                     | 1                    | 37         | 61         | 19         |
| 2000                                                                            | 34 485               | 655 706   | 5.3            | 35         | 7             | 28            | 985                      | 1                    | 34         | 62         | 19         |
| 2001                                                                            | 35 078               | 655 706   | 5.3            | 32         | 8             | 24            | 1096                     | 1                    | 32         | 62         | 19         |
| 2002                                                                            | 35 078               | 655 706   | 5.3            | 33         | 9             | 24            | 1062                     | 1                    | 32         | 62         | 18         |
| 2003                                                                            | 35 110               | 655 706   | 5.4            | 35         | 10            | 25            | 1003                     |                      | 32         | 64         | 21         |
| 2004                                                                            | 35 500               | 655 706   | 5.4            | 40         | 14            | 26            | 887                      |                      | 37         | 53         | 21         |
| 2013                                                                            | 42 642               | 775 000   | 5.5            | 43         | 31            | 12            | 991                      |                      | 14         | 44         | 24         |
| 2016                                                                            | 45 054               | 1 027 000 | 4.4            | 31         | 23            | 8             | 1453                     |                      | 8          | 46         | 25         |
| 2019                                                                            | 47 600               | 1 125 300 | 4.2            | 35         | 25            | 10            | 1360                     |                      | 11         | 46         | 26         |
| 2021                                                                            | 56 482               | 1 200 000 | 4.7            | 39         | 26            | 13            | 1448                     | 1                    | 16         | 54         | 26         |
| Fuente: Catholic-Hierarchy, que a su vez toma los datos del Anuario Pontificio. |                      |           |                |            |               |               |                          |                      |            |            |            |

## Episcopologio
- Jean-Marie-Joseph-Augustin Pasquier, O.M.I. † (19 de noviembre de 1982-23 de octubre de 2000 retirado)
- Joseph Djida, O.M.I. † (23 de octubre de 2000-6 de enero de 2015 falleció)
- Emmanuel Abbo, desde el 15 de marzo de 2016